# Nawałnik żałobny
Nawałnik żałobny (Hydrobates tristrami) – gatunek średniej wielkości ptaka z rodziny nawałników (Hydrobatidae). Występuje na wyspach północnego Oceanu Spokojnego. Nie jest zagrożony.

## Systematyka
Gatunek został opisany naukowo przez Osberta Salvina w 1896 roku jako Oceanodroma tristrami. Holotyp – dorosły samiec – został odłowiony w lipcu 1874 roku w zatoce Sendai w Japonii. Rodzaj Oceanodroma został połączony z rodzajem Hydrobates w 2019 roku, żeby uniknąć parafiletyczności. Nie wyróżnia się podgatunków.

### Etymologia
- Hydrobates: gr. ὑδρο- hudro, „woda” + βατεω bateō „chodzić” – „chodzący po wodzie”, co odnosi się do zachowania ptaków[8].
- Oceanodroma: gr. ωκεανος ōkeanos, „ocean” + -δρομος -dromos, „biegacz”[9].
- tristrami: Henry Baker Tristram (1822–1906), angielski podróżnik, przyrodnik i duchowny[10], który pozyskał holotyp[6].

## Morfologia

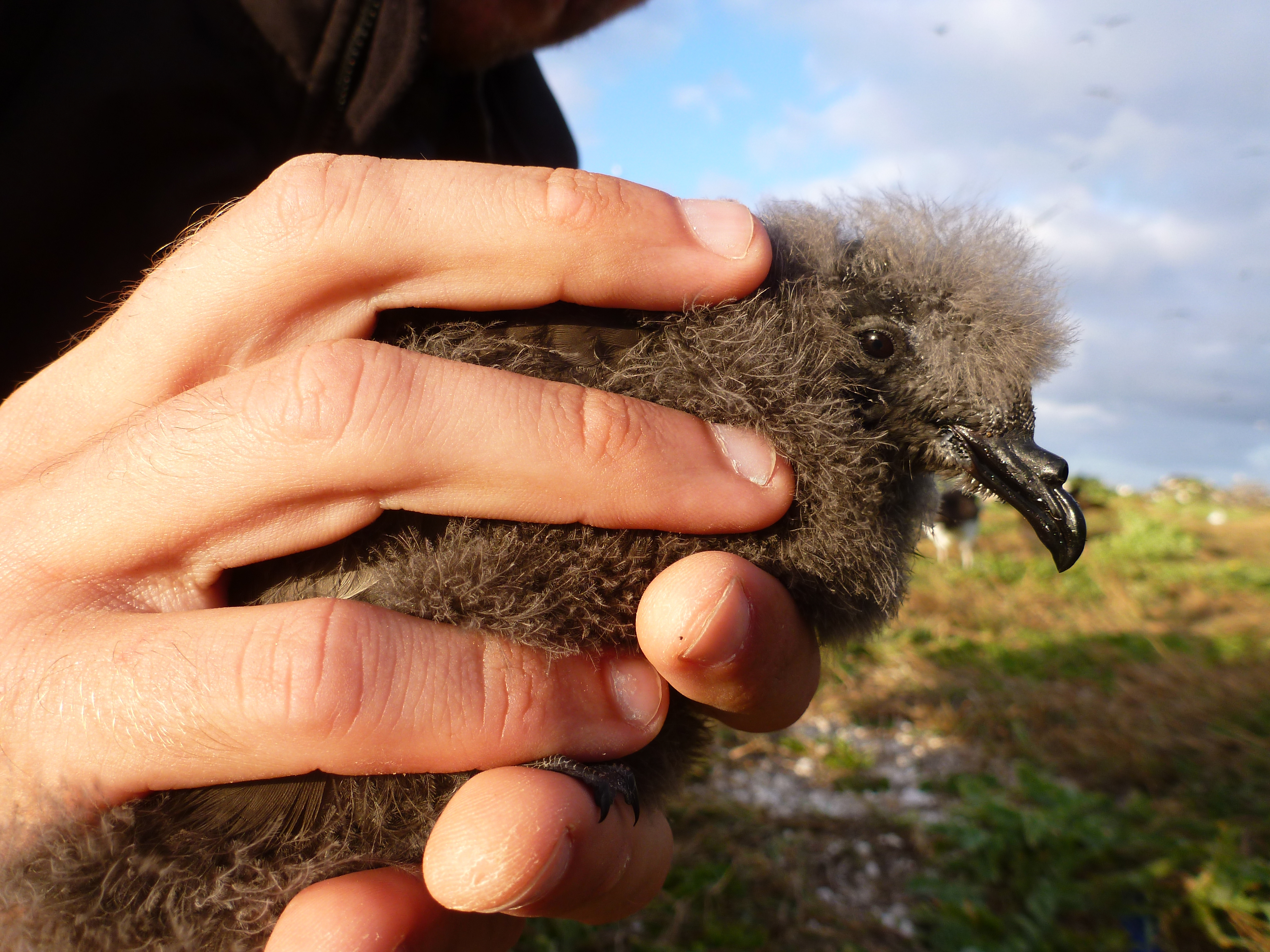
Pisklę nawałnika żałobnego trzymane przez badaczkę

Nawałnik żałobny ma długie, ostro zakończone skrzydła i rozwidlony ogon. Dorosłe obojga płci są ciemno upierzone, czekoladowobrązowe z wyrazistymi bladymi pręgami sięgającymi nadgarstka.

## Występowanie
Gatunek rozmnaża się w archipelagu hawajskim, na wyspach Nihoa (2000–3000 par), Necker Island, French Frigate Shoals (do 280 par), Laysan (500–2500 par) i na atolu Pearl i Hermes (1000–2000 par), a możliwe, że także na Midway, Wyspie Lisianskiego i Kure. Rozmnaża się także na kilku japońskich wysepkach z archipelagów Izu i Ogasawara, które są wolne od drapieżników. Przed II wojną światową występował i rozmnażał się także na wyspach Kazan.
Poza okresem lęgowym nawałniki żałobne są spotykane w strefie podzwrotnikowej na centralnym i zachodnim Pacyfiku.

## Pożywienie
Ptaki te zjadają głównie ryby i kałamarnice, które chwytają pływając na powierzchni oceanu. Żywią się także jamochłonami, skorupiakami i owadami. Żerują samotnie lub z innymi ptakami swojego gatunku, zazwyczaj nocą.

## Zachowania
Nawałnik żałobny przeważnie gnieździ się w norach na wyspach pokrytych piaskiem i guanem, w ziemi lub pod stosami wydobytego guana, bądź w zagłębieniach skał. Wiele gniazd jest traconych ze względu na nietrwałość nor wobec niekorzystnych warunków pogodowych. Zmiana klimatu, z którą wiąże się wzrost poziomu morza i zwiększone falowanie, prawdopodobnie będzie obniżać sukces lęgowy tych ptaków, ale skala tego zjawiska nie została jeszcze oszacowana.
Rozmnaża się zimą, w koloniach lęgowych ptaki te są aktywne nocą. Jaja są składane od grudnia do lutego, pisklęta zyskują dorosłe upierzenie do czerwca. Niewiele wiadomo o tym, jak przebiega opieka nad jajami i pisklętami.
Ptaki te rozmnażają się po raz pierwszy w wieku 3–5 lat, mogą dożyć prawdopodobnie 15–20 lat.

## Zagrożenia
Ocenia się, że łącznie żyje około 30 tysięcy ptaków z tego gatunku, w tym 10 tysięcy par lęgowych. Głównym zagrożeniem dla tego gatunku było i pozostaje drapieżnictwa ze strony gatunków inwazyjnych. W Japonii obecność szczurów i zdziczałych kotów ogranicza możliwość rozrodu do małych wysepek, na których nie ma tych ssaków. Szczur śniady (Rattus rattus) zjada jaja i poluje na dorosłe ptaki, w związku z czym jest uważany za gatunek odpowiedzialny za dramatyczne spadki populacji nawałników na wielu wyspach. Populacja z Kure zniknęła ze względu na zawleczenie tam szczurów polinezyjskich (R. exulans) i nie powróciła po ich wytępieniu. Podobnie po deratyzacji Midway na atolu chwytano nawałniki, ale nie obserwowano ich gniazdowania. Inwazyjna mrówka faraona na Laysan także ma wpływ na zwiększoną śmiertelność piskląt nawałnika.
Sukces lęgowy nawałników żałobnych jest znacząco ograniczany przez rywalizację międzygatunkową. Burzykowate walczą o schronienia z nawałnikami, agresywnie wyrzucając ptaki z nor. Na Laysan (gdzie z nawałnikami rywalizuje duża kolonia petreli bonińskich) i Tern Island (atol French Frigate Shoals) był to główny czynnik śmierci piskląt. Dodatkowo albatrosy modyfikują, zasypują i blokują nory nawałników.
Hawajka grubodzioba z Laysan i hawajka tęgodzioba z Nihoa zjadają opuszczone jaja na zamieszkiwanych przez nie wyspach, ale nie jest pewne, czy mają wpływ na sukces lęgowy nawałnika żałobnego.

## Status i ochrona
Zasięg występowania nawałnika żałobnego jest duży, większość populacji rozmnaża się w obrębie obszaru chronionego Papahānaumokuākea Marine National Monument. Na wyspach należących do Japonii planowane są dalsze akcje deratyzacyjne, które w razie sukcesu mogą uchronić ptaki przed szczurem śniadym. Ogółem liczebność gatunku uważa się za stabilną i nawałnik żałobny jest uznawany przez IUCN za gatunek najmniejszej troski, choć drapieżnictwo, wpływ człowieka, skażenie oceanu i zdarzenia losowe mogą w przyszłości doprowadzić do spadku jego populacji.